# Поля и гори
Поля и гори е стихосбирка от Иван Вазов, издадена през 1884 година от Драган Манчов. Съдържа следните произведения:
- Отечество любезно, как хубаво си ти!
- Пак из тебе хода…
- По райските долини
- Пряспа
- Към природата
- Кръгозорът на Пловдив
- Долината
- Майски вид
- Вечерният час
- Хисарските развалини
- Когато ида в Балкана…
- Там!
- Размишления в колата
- Оживелите кости
- Раненият опълченец при Шейново
- Пред гумното
- Родопите
- Тор
- И често мисля аз печално…
- Къпина
- Да бъдем великодушни!
- Момина баня (балада)
- Excelsior!
- Бук и тръне
- Пак борби, борби нечестни…
- Леевица
- Българският език
- Да можем да постигнем ние
- Разхубавяла, разцъфтяла…
- Родното пепелище
- Рицар Балафре
- Два сфинкса
- Столетник
- Не дай, боже, да загинем…
- Елада
- Не се гаси туй, що не гасне
- Великата мисъл
- В душа се будят чувства мили…
- Паметниците на България
- Гордейте се, Родопи, гиганти камънисти…
- Песента на синчеца
- Живи картини
- Бъди горд във бедата…
- Възпоминания от Батак (разказ от едно дете)
- Преградите на България
- Линее нашто поколенье...
- В минути на тъга и злъчка…
- Не, не вярвам, че докрай…
- Към свободата
- Кипеж
- Певец

Македонски сонети
- Там!
- Не даваме я!
- Орфеева лира
- Посещение на Солунската гимназия
- Нощна песен
- След митинга
- „Зито о султанос!“
- Пред Беласица
- Срещу Атон
- Извън солунските стени
- Черното знаме
- Крали Марко и пушката

Сатира
- Средството да нямаш врагове

1884
- Разлюляха се наште надежди…
- Шумиш ти, старий брясто…
- Недей топи перото си…
- Кулата
- Всичко пада
- Не мислете за тях!
- Забравените
- Младежу
- Лудите
- В камарата
- Патриотизъм
- Бюджетът
- Размишления за фракът
- Нравствени бъдете…
- Приятно е, да, господа!
- Практичен
- Изтъкахме си платното, ритаме кросното
- Нашто време с шум е…
- Към тържествующите клеветници
- Епилог. Общество и певец